# Hitta Pappa

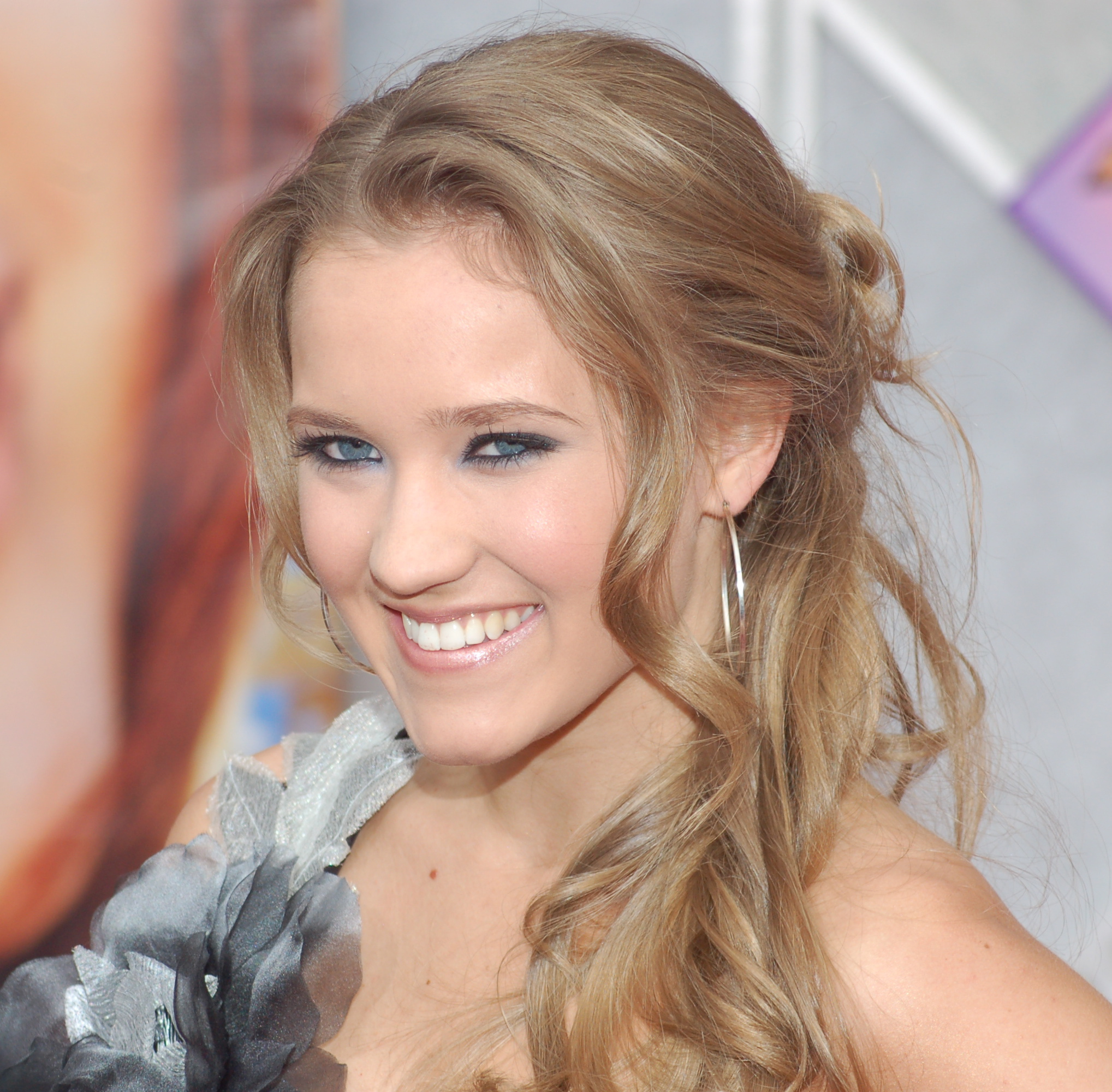
Emily Osment spelar huvudrollen i filmen.

Hitta Pappa (originaltitel: Dadnapped) är en amerikansk film från 2009 som producerats av och visats på Disney Channel. Filmen hade premiär i USA den 16 februari 2009. 

## Handling
Filmen handlar om 15-åriga Melissa som ska åka iväg på semester med sin pappa, författaren till de väldigt populära Zoome- böckerna. På väg till campingen avslöjar hennes pappa att de är tvungna att gå på ett Zoom-konvent som han lovat att vara på. Där blir Melissas pappa bortförd av tre unga fans, och Melissa följer efter dem för att hitta honom.
I filmen medverkar bland annat skådespelarna Jason Earles, Emily Osment och Moises Arias från Disneys TV-serie Hannah Montana, Phill Lewis från Zack och Codys ljuva hotelliv samt David Henrie från Magi på Waverly Place.

## Rollista (i urval)
- Emily Osment – Melissa Morris
- George Newbern – Neil Morris
- Jason Earles – Merv Kilbo
- David Henrie – Wheeze
- Moises Arias – Andre
- Denzel Whitaker – Sheldon
- Charles Halford – Skunk
- Phill Lewis – Maurice
- Jonathan Keltz – Tripp Zoome